# Этнорелигиозный конфликт
Этнорелигиозный конфликт или этноконфессиональный конфликт — одна из форм этнических конфликтов, в которых религиозное различие усугубляет этническое. Особо выраженные формы проявляет в регионах, населенных народами, сложившимися в разных цивилизациях (Кавказ, Балканы). Ярко выраженными примерами этноконфессиональных конфликтов являются Арабо-израильский конфликт, Алжирская война, конфликты в Белуджистане, Северной Ирландии, бывшей Югославии, Чечне и Нагорном Карабахе.